# Fantă vulvară
Fanta vulvară (șanțul/despicătura vulvară, lat. rima pudendi, rima vulvae) reprezintă deschiderea mediană a vulvei,  delimitată de marginile libere ale labiilor vaginale.

## Descriere

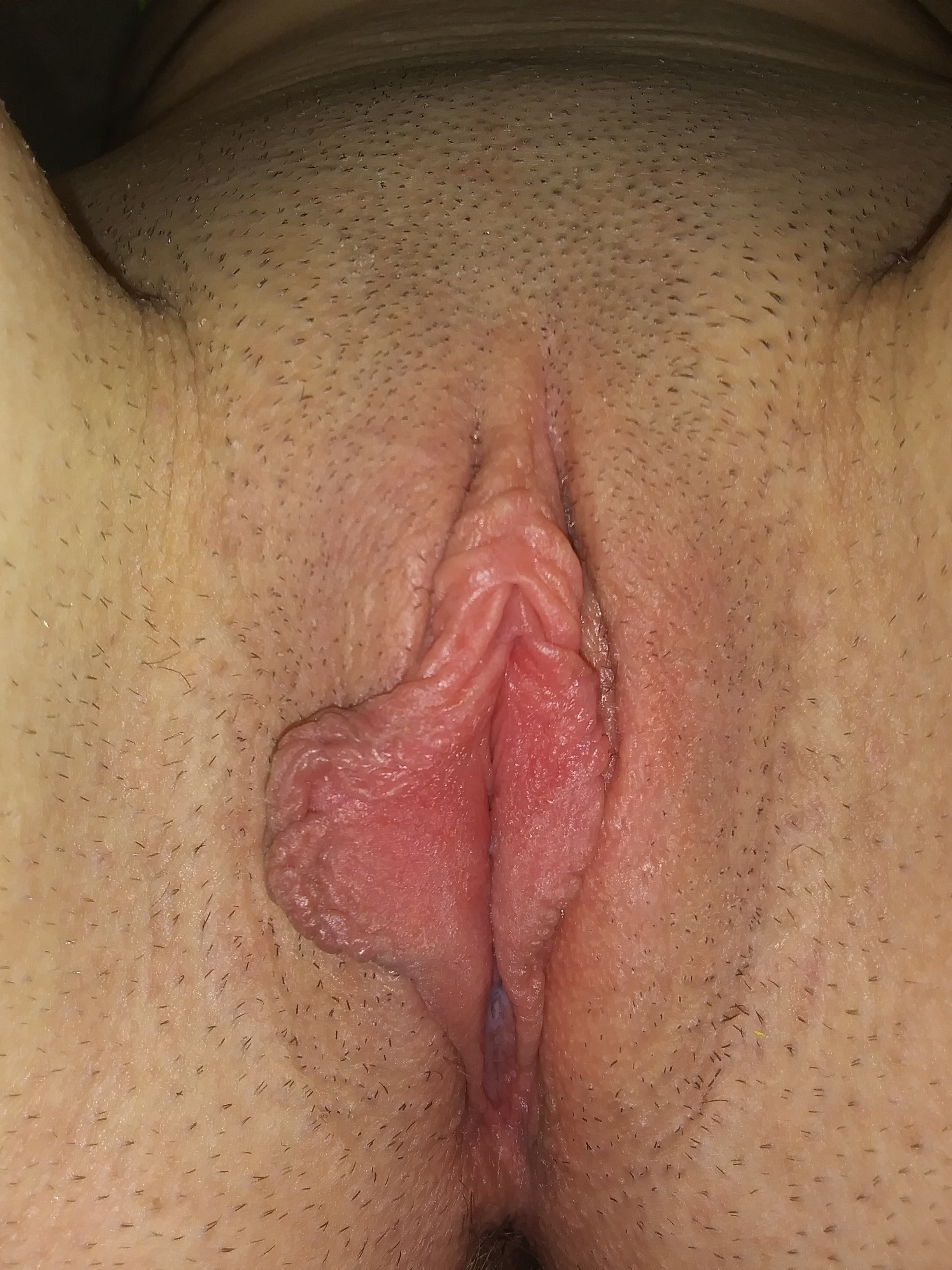
Vedere antero-posterioară, cu labiile mici proeminente și asimetrice

Fanta vulvară este individualizată de marginea externă a labiilor mari. Buzele vaginale mari se extind în jos și înapoi de la muntele lui Venus, spre anus, formând astfel granițele laterale ale fantei vulvare. Limita anterioară a fisurii vulvare este exprimată de comisura labială anterioară, iar cea posterioară – de comisura labială posterioară. Comisurile labiale constituie locul de joncțiune a labiilor mari.
Fanta vulvară nu trebuie confundată cu vestibulul vaginal situat între labiile mici (buzele vaginale mici), care include meatul urinar și orificiul vaginal (inclusiv himenul la fetele virgine).
Forma și dimensiunile fantei prezintă particularități individuale pentru fiecare femeie. Lungimea fisurii vulvare măsoară până la 7-8 cm. Atunci când îndepărtăm buzele mari, fanta vulvară capătă aspectul unei pâlnii. În funcție de cantitatea țesutului adipos (grăsimilor) acumulat, buzele vaginale mari pot acoperi în totalitate buzele vaginale mici. Astfel, fanta vulvară apare ca o simplă fisură. Între labiile mari se arată prepuțul clitorisului, glandul clitorisului și buzele vaginale mici. La unele femei, buzele mici și prepuțul clitorisul sunt mărite și proeminează, devenind vizibile, prin fanta vulvară.

## Funcție
Rolul fantei vulvare se manifestă prin cele trei funcții principale ale vulvei: actul sexual, nașterea și micțiunea. 
În timpul excitației sexuale, în urmă creșterii fluxul de sânge, labiile vaginale mari se măresc în volumul și se îndepărtează, deschizând fanta și exteorizând vestibulul vulvar. În același timp, secreția glandelor Bartholin lubrifiază intrarea vaginală.
În timpul micțiunii, jetul urinar este dirijat prin buzele vaginale spre exterior. Pentru menținerea unei mai bune igiene locale, femeile depărteze cu ajutorul degetelor buzele vaginale astfel încât jetul de urină să nu fie deloc împiedicat de acestea, pentru a minimaliza cantitatea de resturi ale urină rămase pe pliurile tegumentare ale labiilor.
De asemenea, în procesiunea nașterii, fanta vulvară se poate lărgi până la 10-12 cm, pentru a lăsa să treacă fătul.